# William Robeyns
William Robeyns, né le 23 février 1996 à Verviers en Belgique, est un joueur de basket-ball international belgo-rwandais. Il joue principalement au poste d'arrière.

## Biographie

### Jeunesse
À l'âge de six ans, Robeyns intègre l'Union Liège, avant de rejoindre le centre de formation de l'Association Wallonie-Bruxelles de Basketball (AWBB) à Jambes à ses quinze ans. Il y reste pendant trois ans jusqu'à la fin de son parcours scolaire.

### Liège Basket (2014-2016)
En 2014 il rejoint le Liège Basket. Durant sa première année il joue principalement avec l'équipe réserve en quatrième division tout en s'entrainant avec l'équipe première sous les ordres de Fulvio Bastianini. Portant le numéro 22, il fait son début pour Liège le 7 octobre 2014 en huitième de finale de la Coupe de Belgique contre Fleurus (victoire 67-100). Il commence sa carrière en première division le 17 octobre 2014 contre Ostende. Il reçoit cinque minutes de temps jeu mais ne réalise aucune statistique (défaite 61-89). En décembre 2014, il dispute son deuxième et dernier match de la saison en première division contre Louvain (victoire 89-70). Liège atteint la finale en Coupe de Belgique mais s'incline face à Ostende après prolongation (95-94) sans la participation de Robeyns. Avec l'équipe réserve, il décroche le titre de champion en quatrième division.
Au cours de sa deuxième saison à Liège, il intègre la rotation principale de Bastianini. Le 27 septembre 2015, Liège essuie une défaite lors de la Supercoupe de Belgique face à Ostende, suivie d'une élimination au premier tour (huitième de finale) de la Coupe de Belgique le 1er octobre. En championnat, il participe à la moitié des matchs de la phase régulière. Cependant, bien que Liège parvienne de justesse à se qualifier pour les playoffs, l'équipe est battue par  Ostende lors du premier tour. Il réalise une saison à 1,6 points ainsi que 0,4 rebonds et passes décisives en moyenne par match durant la phase régulière.

### Spirou Charleroi (2016-2018)
À l'été 2016, il conclut un contrat de trois ans au Spirou Charleroi, accompagnant son entraîneur, Silvio Bastianini, et son adjoint, Fred Wilmot. Robeyns intègre l'équipe réserve du Spirou en troisième division. Durant toute la saison 2016-2017, il dispute une seule rencontre avec l'équipe professionnelle en première division. Avec le Spirou B, Robeyns atteint les huitièmes de finale en Coupe de Belgique, où il subit une défaite face au BC Ostende. Par la suite, l'équipe remporte le titre de champion de troisième division en avril 2017.
À la suite du départ de Bastianini en fin de saison, Robeyns se trouve sous les ordres de Brian Lynch pour la nouvelle saison. Alors que son temps de jeu en première division augmente sous le nouvel entraîneur (78 minutes), Robeyns reste un joueur de l'équipe réserve désormais en deuxième division. Au sein de l'équipe réserve, Robeyns franchit avec succès plusieurs tours en Coupe de Belgique, parvenant à se qualifier pour les huitièmes de finale où il essuie une défaite face aux Giants en octobre 2017. Pour les tours suivants, au cours de la compétition, il intègre l'équipe première qui parvient à atteindre les demi-finales. Le Spirou se qualifie également pour les playoffs en première division, mais se fait éliminer en demi-finales par les Giants en juin 2018. Robeyns termine la saison en ayant disputé 13 rencontres (toute compétition confondue) en équipe première, réalisant 1,4 points, 0,6 rebonds et 0,4 passes décisives en moyenne par match lors de ses 10 apparitions en phase régulière.

### Brussels Basketball (2018-2021)
Le 4 août 2018, Robeyns s'engage avec le Basic-Fit Brussels Basketball pour trois saisons. Il fait ses débuts en compétition officielle le 27 septembre 2018 contre Liège lors d'une victoire en huitième de finale de la Coupe de Belgique.

### RSW Liège Basket (2021-2022)
En mai 2021 William Robeyns rejoint le RSW Liège Basket.

### Armée Patriotique Rwandaise Basketball Club (2022-)
Durant l'été 2022 Robeyns rejoint l'APR Basketball Club (en) au Rwanda. Il décroche le titre de champion du Rwanda en 2023, se qualifiant ainsi pour l'édition 2024 de la BAL.

## Palmarès

### En sélection nationale
- Médaillé de bronze à l'AfroCan 2023.

### En club
- Champion du Rwanda en 2023 et 2024 avec l'Armée Patriotique Rwandaise Basketball Club.
- Vainqueur de la Coupe du Rwanda en 2024 avec l'Armée Patriotique Rwandaise Basketball Club.
- Champion de Belgique de troisième division avec le Spirou Charleroi B en 2017.
- Champion de Belgique de quatrième division avec le Liège Basket B en 2015.
- Finaliste de la Coupe de Belgique en 2015 avec le Liège Basket.
- Finaliste de la Supercoupe de Belgique en 2015 avec le Liège Basket.